# Caio Vianna Martins
Caio Vianna Martins (1923 – 1938) brazil cserkész.
1938. december 19-én cserkésztársaival utazott vonaton, amikor frontálisan ütköztek egy tehervonattal. A balesetnek körülbelül 40 halottja és számos sebesültje volt. Martins is súlyos sebesüléseket szenvedett, de nem kért a segítségből, mondván „egy cserkész mindig a saját lában megy”. Pár nap múlva belehalt sebesüléseibe. Emlékét viseli az Estádio Caio Martins labdarúgó-stadion.